# 李恪 (建王)
李恪（805年—821年6月24日），唐宪宗第八子，元和元年（806年）始封建王。淄青节度使李师古死后，唐宪宗诏李恪为郓州大都督、平卢军淄青等州节度大使，以李师古之弟李师道为留后，但李恪不出阁。长庆元年（821年）五月廿一薨，无嗣。南唐皇室自称为其后代，追封其为“定宗孝静皇帝”。虽然《旧五代史》认为南唐皇室自称为唐玄宗之子永王李璘的后代，《资治通鉴》认为南唐皇室自称为唐太宗之子吴王李恪的后代。南唐后主李煜胞弟李从溥的墓志铭则认为自己是建王李恪的后裔。

## 延伸阅读
[在维基数据编辑]
 《舊唐書/卷175》，出自刘昫《舊唐書》